# Tenor Viñas
Tenor Viñas (voluit: Concurs Internacional de Cant Francesc Viñas; Nederlands: Internationaal Zangconcours Francesc Viñas) is een jaarlijks terugkerend internationaal zangconcours voor opera in het Liceu te Barcelona. De eerste rondes worden gehouden in het najaar, in operahuizen overal ter wereld, de eindrondes en de finale vinden steevast plaats in januari. Het eerste concours werd gehouden tijdens het seizoen 1962/1963. Het concours dankt haar naam aan de Catalaanse tenor Francisco Viñas. Het concours geldt als één van de grootste en belangrijkste onder de zangconcoursen. Bekende en gerenommeerde operahuizen zoals: de Scala, de Deutsche Oper Berlin, het Royal Opera House, de Metropolitan Opera, en het Teatro Real werken samen met het Liceu om het concours mogelijk te maken.